# Альбізола-Суперіоре
Альбізола-Суперіоре (італ. Albisola Superiore, ліг. D'äto d'Arbisseua) — муніципалітет в Італії, у регіоні Лігурія, провінція Савона.
Альбізола-Суперіоре розташована на відстані близько 430 км на північний захід від Рима, 35 км на захід від Генуї, 5 км на північний схід від Савони.
Населення — 10 283 особи (2014).

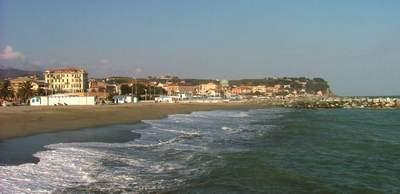

Щорічний фестиваль відбувається 6 грудня. Покровитель — святий Миколай.

## Демографія
Населення за роками:

Станом на 1 січня 2023 року в муніципалітеті офіційно проживало 580 іноземців з 64 країн, серед них 82 громадяни країн Євросоюзу та 35 громадян України.

## Сусідні муніципалітети
- Альбіссола-Марина
- Каїро-Монтенотте
- Челле-Лігуре
- Понтінвреа
- Савона
- Стелла